# Jorge Suarez Carbajal
Pour les articles homonymes, voir Carbajal et Suárez.
Jorge Suárez Carbajal (Oviedo, 13 mars, 1986), est un cornemuseux asturien, champion des Asturies en 2004 et représentant du Principauté dans le Trophée MacCrimmon (anciennement Trophée Macallan) (Festival Interceltique de Lorient) pour cinq années consécutives.
En 2011, il a reçu le Prix AMAS du Meilleur Cornemuseur, décerné par le Anuario de la Música en Asturias (Annuaire de la musique dans les Asturies), pour sa carrière.

## Carrière
Il a commencé à jouer de la cornemuse en 1994, dans les écoles de Suáres (Asturies), avec Eugenio Otero. En 1997, il est devenu partie de la Banda Gaites de Noreña. Avec ce groupe, il joue dans une grande partie des Asturies et d'Espagne. Il joue aussi au Portugal.
En 2000, il remporte le premier prix dans la finale régionale de la compétition pour les enfants « Veo-Veo » présenté par Teresa Rabal, avec un groupe de gymnastique rythmique de Gijon.
En mars 2000, il a reçu des leçons de Xuacu Amieva, jusqu'en 2003.
Il combine actuellement la cornemuse avec les études de Géomètre-Expert à l'Université d'Oviedo.
Avec son frère Carlos joue pour plusieurs groupes de danse régional des Asturies, comme la Asociación Foklórica "Onís".
En 2003, il s'est classé troisième dans la Trophée Macallan de Gaïta au Festival Interceltique de Lorient.
Le 18 juin 2004, il remporte la finale du Memorial Remis Ovalle à Oviedo.
En 2006, il s'est classé deuxième dans le Trophée MacCrimmon au Festival Interceltique de Lorient, étant seulement dépassé par le cornemuseur asturien Ruben Alba, où Jorge remporte la première position dans le répertoire musical breton (répertoire musical obligatoire depuis 2003).

## D'autres prix
| Année | Prix           | Catégorie            | Résulter        |
| ----- | -------------- | -------------------- | --------------- |
| 2000  | Veo-Veo Oviedo | -                    | Gagnant ex æquo |
| 2011  | Prix AMAS 2011 | Meilleur Cornemuseur | Gagnant         |